# 大冰
大冰（1980年10月23日—），本名焉冰，生于山东莱阳，祖籍山东乳山，中国大陆作家，前山东广播电视台主持人，本科毕业于山东艺术学院。酒馆“大冰的小屋”创始人。

## 生平
1980年10月23日，大冰出生于山东省莱阳县（现为莱阳市），父母是中医学教授。
高中毕业后，大冰以专业第一的成绩考入山东艺术学院风景油画专业。毕业后进入山东电视台社教部，先后担任美工、摄影师、主持人、执行导演，主持《阳光快车道》《惊喜惊喜》《不亦乐乎》《爱情来敲门》等节目。在此期间，大冰常在西藏、云南等地徒步游历，当一个流浪歌手，还曾登上珠穆朗玛峰。
2013年，他将流浪的经历写成小说《他们最幸福》，首周销量达10万本以上。之后又陆续出版了《乖，摸摸头》《阿弥陀佛么么哒》等畅销书，其中《乖，摸摸头》预售时在京东、当当排行第一。在2018年成为中国大陆作家版税收入第二名。因此系列书皮均为蓝色，又被称为小蓝书。
2022年。大冰发表《保重》，号称是小蓝书的最后一作。

## 写作风格
大冰作品中的情节来源于身边发生的真人真事，且故事中的主人公个性鲜明，具有强烈的市井气息和侠义精神。这还因为他从小受明清小说影响，比如冯梦龙的《三言二拍》。他因为没有接受过系统的文学培训，写作风格自由，书中融入了多地的方言。这种写作风格受到了部分读者的喜爱，这些读者认为他的作品能够引起思考和激发情感；而也有一部分读者认为大冰的的作品不值得如此高的销量。

## 争议

### 书价争议
2019年，大冰在新浪微博发布自己与出版社编辑的聊天记录，因新书价格争论，最后在大冰的一再要求下以39.6元的价格售卖。此举被认为是打造“为学生读者着想”的公众形象。

### “冰学”
大冰会在自己作品的个人简介部分写上“主持人、作家、民谣歌手、调酒师、油画画师、皮匠、银匠、手鼓艺人、黄金左脸、老背包客、投资顾问、禅宗弟子”等一连串称号，由此引发的嘲讽被称为“冰学”。此迷因在2023年10月再次引起关注，又衍生出了“新冰蛋子”（大冰的新粉丝）、“冰学博士”“老冰”（对“冰学”颇有了解的粉丝）冰柜（特指收藏大冰的书架）等称呼。